# Orcinus
Orcinus is  een geslacht van walvisachtigen (Cetacea), behorend tot de familie van de dolfijnen (Delphinidae).

## Taxonomie
Het geslacht Orcinus telt één moderne soort en 3 uitgestorven soorten. De naam van het geslacht werd in 1860 door Leopold Fitzinger gepubliceerd. Voorheen werden de soorten in het geslacht Delphinus geplaatst. Het geslacht is nauw verwant aan de subfamilie van de zwartvissen (Globicephalinae).
- Orcinus orca – Orka
- † Orcinus citoniensis
- † Orcinus meyeri
- † Orcinus paleorca

Waarschijnlijk zijn er meerdere levende soorten binnen dit geslacht, die tot nu toe tot de orka worden gerekend. De orka heeft een grote morfologische en genetische diversiteit. In 2024 werden twee soorten van de orka afgesplitst die voorkomen in de noordelijke Stille Oceaan: Orcinus ater en Orcinus rectipinnus.